# Selbhorn
De Selbhorn is een berg in de deelstaat Salzburg, Oostenrijk. De berg heeft een hoogte van 2655 meter.
De Selbhorn is de hoogste top van het Steinernes Meer, dat weer deel uitmaakt van de Berchtesgadener Alpen.